# Толга Саръташ
Толга Саръташ (на турски: Tolga Sarıtaş) е турски актьор. Най-значимата му роля е в образа на Али Мертоулу в сериала „Дъщерите на Гюнеш“.

## Живот и кариера
Толга Саръташ е роден на 30 май 1991 г. в Истанбул, Турция. Завършва образованието си в гимназия „Халил Аккант“. След това се фокусира изцяло върху актьорското майсторство в театър „Esenyurt Belediye“ и „Zeytindalı“. Само че излиза на сцената като барабанист и китарист.
Първата му роля е през 2009 във филма „Черен облак“ в образа на Берк. През 2011 участва във филма „Самота в замъка“ в ролята на Феяз. През 2013 Толга се присъединява към сериала „Великолепният век“. Включва се в четвърти сезон и играе ролята на принц Джихангир, като ролята му остава запомняща се. Ролята не бе лесна, тъй като персонажът му имаше душевни и физически проблеми.
През 2015 Толга участва в главната роля на Али в сериала „Слънчеви момичета“.
През 2017 излиза филма „Лошо момче“, в който играе главната роля. Същата година се снима и в сериала „Обещание“.

## Филмография

### Телевизия
| Година      | Заглавие                   | Роля              |
| ----------- | -------------------------- | ----------------- |
| 2011        | Времето лети               | Мерт              |
| 2012        | Опасни улици               |                   |
| 2013        | 20 минути                  | Ферди             |
| 2013 – 2014 | Великолепният век          | Шехзаде Джихангир |
| 2014        | Аз съм Гюлтепе             | Мурат             |
| 2015        | Голямото изгнание в Кавказ | Джемил            |
| 2015 – 2016 | Слънчеви момичета          | Али Мертоулу      |
| 2017 – 2019 | Обещание                   | Явуз Карасу       |
| 2020 – 2021 | Аръза                      | Али Ръза Алтай    |
| 2022 –      | Баща                       | Кадир             |

### Филми
| Година | Заглавие        | Роля |
| ------ | --------------- | ---- |
| 2009   | Черен облак     | Берк |
| 2011   | Самота в замъка | Феяз |
| 2017   | Обещание        | Явуз |

## Награди и номинации
| Година | Категория                              | Резултат  |
| ------ | -------------------------------------- | --------- |
| 2015   | „Най-добър актьор“                     | Номиниран |
| 2015   | „Най-добър актьор“                     | Номиниран |
| 2016   | „Най-популярно име в социалните медии“ | Номиниран |
| 2016   | „Най-добър актьор“                     | Печели    |
| 2016   | „Най-добър актьор“                     | Печели    |
| 2016   | „Най-добър актьор“                     | Печели    |